# Püntsog Wangyal
Bapa Püntsog Wangyal (Goranangpa), ook bekend als Phünwang of Phuntsog Wangyal (Batang, (Kham), 25 oktober 1922 – Peking, 30 maart 2014), was een Tibetaans-Chinees activist. Vervolgens werd hij politicus en diplomaat en daarna politiek gevangene. Hij is oprichter van de Tibetaanse Communistische Partij en in de jaren veertig en vijftig en sleutelfiguur in de politieke relaties tussen de Volksrepubliek China en Tibet. In 1960 werd hij door de Chinese autoriteiten gearresteerd en verbleef hij achttien jaar in een isoleercel in de zwaarbewaakte Chinese gevangenis van Qincheng.

## Tibetaanse Communistische Partij
Püntsog Wangyal zat op de speciale academie van de Commissie voor Mongoolse en Tibetaanse Zaken van Chiang Kai-shek in Nanking. In deze tijd zette hij de ondergrondse Tibetaanse Communistische Partij op. Tot 1949 organiseerde hij een guerrilla-beweging die streed tegen de Chinese Kwomintang-regering die militair uitbreidde in de provincie Kham, Oost-Tibet, cq. Sichuan, West-China.
De strategie van de Tibetaanse Communistische Partij onder zijn leiderschap was tweeledig. Aan de ene kant wilde hij steun winnen onder linkse Tibetaanse studenten, intellectuelen en leden van de aristocratie in Centraal Tibet, met als doel een programma door te voeren die voorzag in modernisering en democratische (is hier: communistische) hervorming van Tibet. Aan de andere kant voerde hij guerrilla-aanvallen uit tegen de krijgsheer Liu Wenhui die op dat moment nog verbonden was aan de Kwomintang.
Het politieke doel van Püntsog Wangyal was een onafhankelijk, verenigd Tibet en een fundamentele hervorming van de feodaal sociale structuren. In 1949 werd hij door de regering van Tibet Tibet uitgezet.

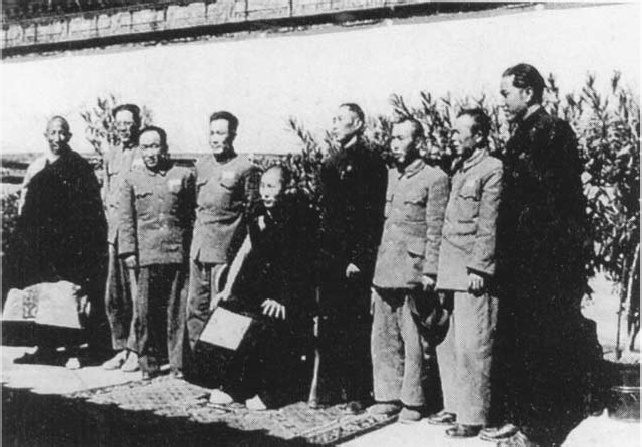
Leiders van het Werkcomité Tibet het Norbulingka-paleis in november 1951. Vanaf links: lord chamberlain Ngawang Namgye, Li Jue, Wang Chimei, Zhang Guohua, de veertiende dalai lama, Zhang Jingwu, Tian Guansan, Liu Zhengguo en Püntsog Wangyal
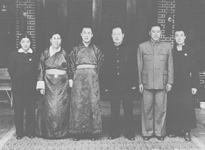
V.l.n.r. Tsering Dolma (oudste zus van de dalai lama), Gyalyum Chenmo (moeder), de veertiende dalai lama, onbekend, Püntsog Wangyal, Lobsang Samten, Peking 1955

## Communistische Partij van China
Hij sloot zich vervolgens aan bij de Communistische Partij van China om tegen de Kwomintang te vechten. Hij liet zijn partij opgaan in de Chinese Communistische Partij, wat tot gevolg had dat hij omwille van de Chinese militaire leiders zijn doel moest laten varen van een communistisch onafhankelijk Tibet.
In de jaren vijftig had Püntsog Wangyal zich in Lhasa een belangrijke bestuurlijke rol verworven en was hij de hoogst geplaatste Tibetaan in dienst van de Communistische Partij van China.
Tijdens het bezoek van de veertiende dalai lama Tenzin Gyatso aan Peking in 1954-55 trad hij op als tolk Tibetaans-Chinees. Hij was bij verschillende gesprekken, waaronder die van de dalai lama en pänchen lama Chökyi Gyaltsen met bijvoorbeeld president Mao Zedong.

## Chinese gevangenschap
Püntsog Wangyal sprak vloeiend Chinees, was goed ingevoerd in de Chinese cultuur en gebruiken en was een toegewijd communist. Niettemin maakte hij zichzelf verdacht bij zijn partijkameraden vanwege zijn intensieve betrokkenheid voor het welzijn van de Tibetanen.
Uiteindelijk werd hij in 1958 onder huisarrest geplaatst en verdween hij twee jaar later uit het publieke oog. Hij werd bij elkaar 18 jaar gevangengezet in een isoleercel in de zwaarbewaakte Chinese gevangenis van Qincheng.
Püntsog Wangyal werd in 1978 vrijgelaten en enkele jaren later officieel gerehabiliteerd.